# Ансеба (футбольний клуб)
«Ансеба» (англ. Anseba SC) — еритрейський футбольний клуб з міста Асмера.

## Історія
Клуб став чемпіоном Еритреї у 2003 році, що дозволило команді на наступний рік зіграти у Лізі чемпіонів КАФ, вилетівши вже на попередньому етапі.

## Досягнення
- Чемпіон Еритреї: 2003